# Jōe

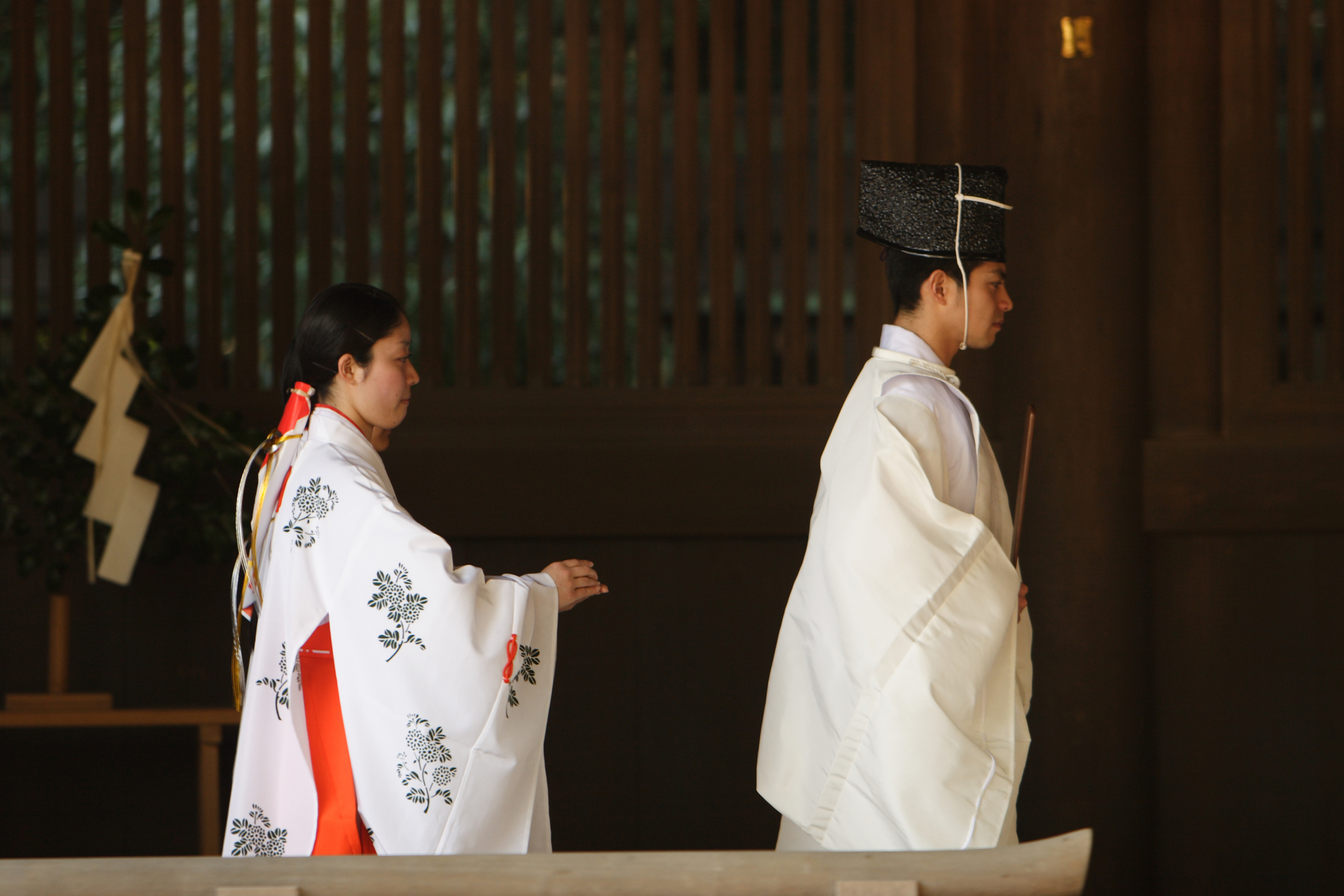
Un kannushi (derecha) usando un jōe.

El jōe (浄衣?) es una prenda usada en Japón por individuos que asisten ceremonias y actividades religiosas, en ocasiones incluyendo ceremonias budistas y sintoístas. El jōe es, en esencia, un kariginu blanco, túnicas tradicionales de caza usadas por los nobles durante el período Heian.
El uso del jōe no se limita a los sacerdotes sintoístas y budistas en los rituales, sino también a los laicos, por ejemplo cuando participan en peregrinajes, tal como la peregrinación de Shikoku. La prenda es generalmente blanca o amarilla y está hecha de lino o seda dependiendo de su tipo y uso.
El sacerdote sintoísta que viste el jōe también está ataviado con una gorra puntiaguda llamada tate-eboshi, una túnica exterior llamada jōe cabal, una túnica externa llamada jōe no sodegukuri no o, una prenda interior llamada hitoe, pantalones anchos llamados sashinuki o nubakama y una faja llamada jōe no ate-obi. Puede llevar una vara ceremonial llamada haraegushi u otra llamada shaku, como se aprecia en la foto.